# Roh Ogura
Roh Ogura (født 19. januar 1916 i Kitakyushu, død 26. august 1990 i Kamakura Japan) var en japansk komponist, lærer og dirigent.
Ogura studerede komposition privat hos bl.a. Shiro Fukai og direktion hos Joseph Rosenstock.
Han var stærkt tiltrukket af tyske komponisters værker, og komponerede i starten mange symfonier, som han senere trak tilbage på nær en enkel symfoni i G dur (1968).
Han blev senere inspireret af Bela Bartok og begyndte samtidig at bruge japansk folklore i sine værker.
Ogura komponerede ligeledes en violinkoncert, orkesterværker, en cellokoncert, kammermusik, klaverstykker, en strygerkvartet, en opera, sange, korværker etc.
Han var en anerkendt lærer i komposition og underviste bl.a. Hiroaki Zakoji.

## Udvalgte værker
- Symfoni I G dur (1968) - for orkester
- Violinkoncert (1971) - for violin og orkester
- Cellokoncert (1980) - for cello og orkester
- "Burleske" (1959) - for orkester